# Приз за великими дверима
Приз за великими дверима (англ. The Big Door Prize) — комедійний телесеріал, заснований на однойменній книзі М. О. Волша, прем'єра якого відбулася на Apple TV+ 29 березня 2023 року.

## Сюжет
У продуктовому магазині маленького містечка з'являється машина, здатна передбачати долі.

## Акторський склад
- Кріс О'Дауд — Дасті
- Габріель Денніс — Кесс
- Деймон Гаптон — отець Рубен
- Джош Сегарра в ролі Джорджіо
- Крістіан Адам — Тревор
- Семмі Фурлас у ролі Джейкоба
- Джуліет Амара — Тріна
- Еллі Макі — Хани
- Крістал Р. Фокс — Іззі
- Джим Мескімен — Кері Габбард

## Виробництво
Основне знімання першого сезону відбулося в грудні 2021 року в Джорджії. Знімання другого сезону почалося 23 січня і завершилося в травні 2023 року в Атланті, штат Джорджія.